# Ескадрені міноносці типу «Регеле Фердінанд»
Кораблі типу «Регеле Фердінанд» — два есмінці, побудовані в Італії для ВМС Румунії наприкінці 1920 -х років. Ці кораблі були найсучаснішими та найпотужнішими військовими кораблями держав Осі у Чорному морі під час Другої світової війни. Під час війни вони брали участь у протидії рейду радянських кораблів на Констанцу 1941 року, забезпечували евакуацію військ з Криму 1944 року. Втім переважно вони забезпечували охорону конвоїв у Чорному морі. Румуни стверджували, що вони потопили дві підводні човни під час війни, але радянські документи не підтверджують це. Після перевороту 1944, коли Румунія перейшла на бік союзників, обидва кораблі були захоплені та включені до складу радянського Чорноморського флоту. Вони були повернуті до Румунії в 1951 році і служили до 1961 року, коли вони були утилізовані.

## Контекст появи та конструкція
Після закінчення Першої світової війни та реалізації угоди щодо придбання двох ескадрених міноносців типу «Аквіла» в Італії, уряд Румунії вирішив замовити кілька сучасних есмінців з верфі Паттісон у Неаполі, Італія, в рамках Морської програми 1927 року. Конструкція базувався на британських лідерах есмінців типу «Торнікрофт», але відрізнялася розміщенням двигунів. Водночас гармати кораблів були імпортовані зі Швеції, а система контролю вогню - з Німеччини. Передбачалося замовити чотири есмінці, але насправді було побудовано лише два.